# Aralia spinifolia
Aralia spinifolia är en araliaväxtart som beskrevs av Elmer Drew Merrill. Aralia spinifolia ingår i släktet Aralia och familjen Araliaceae. Inga underarter finns listade.